# Minute Man (Lexington)
Pour les articles homonymes, voir Minute Man.
Le Minute Man, aussi appelée le Lexington Minute Man pour la différencier d'une autre œuvre de Concord, est une statue située à proximité du Lexington Battle Green à Lexington, dans l'État du Massachusetts, aux États-Unis. Créée par le sculpteur américain Henry Hudson Kitson, la statue représente un membre de minutemen en mémoire des batailles de Lexington et Concord qui opposa les soldats continentaux aux forces britanniques et marque le début de la guerre d'indépendance des États-Unis.
Le modèle est le minuteman John Parker (1729-1775), capitaine de la milice de la ville de Lexington à la bataille de Lexington et Concord.

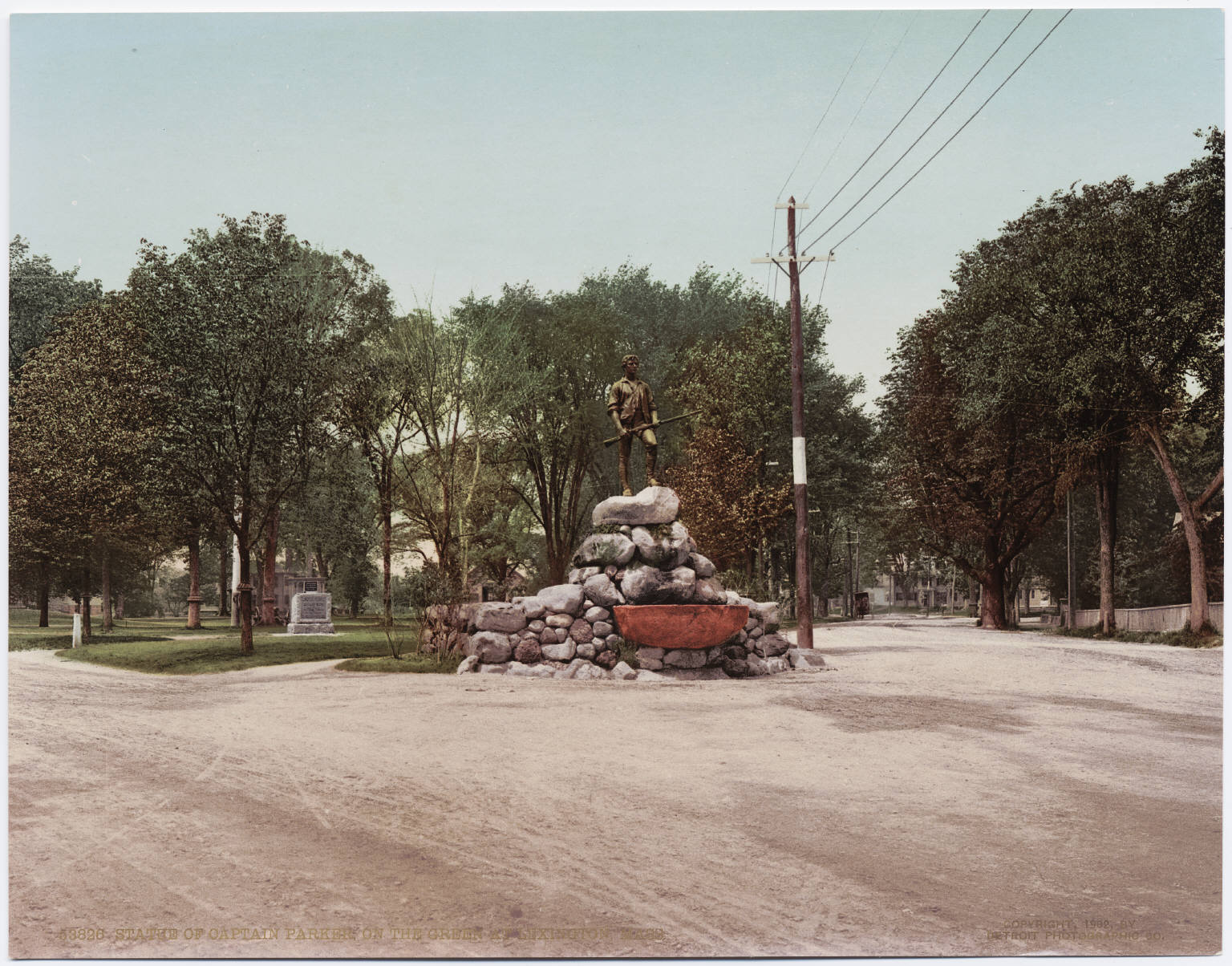
La statue en plan large.
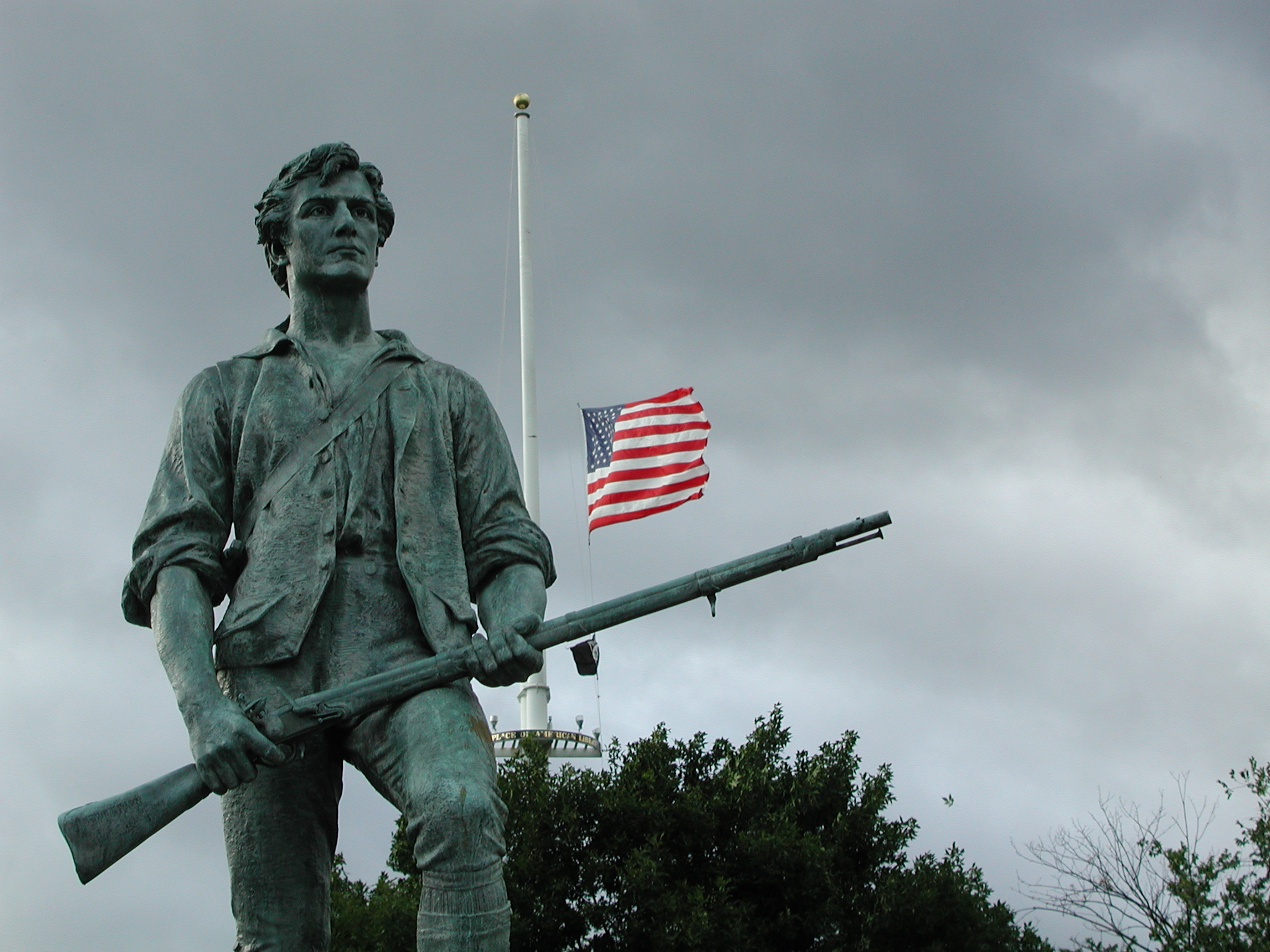
La statue devant le drapeau des États-Unis.